# Абдуллино (Гафурійський район)
Абду́ллино (рос. Абдуллино, башк. Абдулла) — присілок у складі Гафурійського району Башкортостану, Росія. Входить до складу Зілім-Карановської сільської ради.
Населення — 69 осіб (2010; 75 в 2002).
Національний склад:
- башкири — 87%